# Bernie Sanders
Pour les articles homonymes, voir Sanders.
Bernard Sanders, dit Bernie Sanders ([ˈbɝni ˈsændɚz]), né le 8 septembre 1941 à New York, est un homme politique américain.
Il est maire de Burlington, plus grande ville du Vermont, de 1981 à 1989, puis élu à la Chambre des représentants des États-Unis de 1991 à 2007, date à laquelle il devient sénateur au Congrès des États-Unis pour le Vermont.
Bernie Sanders est longtemps indépendant tout en étant administrativement rattaché aux démocrates du Sénat. Premier sénateur américain à se présenter comme « socialiste » puis « démocrate socialiste », il se présente aux primaires du Parti démocrate pour l'élection présidentielle de 2016. Rencontrant un succès inattendu, en particulier auprès des jeunes électeurs et des ouvriers, il concède finalement la victoire à l'ancienne secrétaire d'État Hillary Clinton, qui perd l'élection présidentielle face à Donald Trump.
En dépit de son échec, Bernie Sanders est crédité de la renaissance idéologique et électorale de la social-démocratie et d'une certaine gauche radicale aux États-Unis, et devient une figure politique majeure, s'investissant activement dans le débat public. En août 2016, il lance Our Revolution, une organisation visant à impliquer la population dans le processus politique. Il contribue à l'émergence de nouvelles figures progressistes au sein du Parti démocrate, en particulier lors des élections intermédiaires de 2018.
Il se présente aux primaires démocrates pour l'élection présidentielle de 2020. Après avoir remporté plusieurs victoires lors des premiers scrutins, il est rattrapé lors du Super Tuesday par l'ancien vice-président Joe Biden, qui le devance en nombre de délégués. Alors que les primaires sont perturbées par la pandémie de Covid-19, il suspend sa campagne et se range derrière son rival.

## Situation personnelle

### Enfance et études
Bernard Sanders naît à Brooklyn le 8 septembre 1941 et grandit dans un milieu modeste, communiste et sécularisé. Il est le fils d'Eli Sanders (1904-1962), immigrant juif originaire de Stopnica, en Pologne, qui s'installe aux États-Unis en 1921, où il devient vendeur itinérant de peinture, et de Dorothy Glassberg (1912-1960), une femme juive née à New York, dans une famille d'origine polonaise et russe. Une grande partie de la famille paternelle de Bernie Sanders est assassinée par le régime nazi durant la Shoah,,.
Bernie Sanders étudie un an au Brooklyn College, puis à l'université de Chicago, dont il sort diplômé d'un baccalauréat en lettres en science politique en 1964, année lors de laquelle il s'installe au Vermont, où il travaille comme charpentier mais aussi comme journaliste. Il se marie la même année avec Deborah Shiling.

### Vie privée
Sanders divorce de sa première épouse Deborah Shiling en 1966. Trois ans plus tard, en 1969, naît son fils, Levi Sanders, dont la mère est Susan Campbell Mott.
Bernie Sanders se marie une deuxième fois en 1988 avec Jane O'Meara, présidente du Burlington College. De cette union, il a trois beaux-enfants.
Son frère, Larry Sanders (ne pas confondre avec le basketteur américain), naturalisé britannique, est membre du Parti vert de l'Angleterre et du pays de Galles. Son neveu, fils de Larry Sanders, est conseiller municipal écologiste de la ville d'Oxford dans le comté d'Oxfordshire en Angleterre de 2005 à 2013.

## Parcours politique

### Débuts
Alors qu'il est à l'université, Sanders intègre la section étudiante du Parti socialiste d'Amérique, la Ligue des jeunes socialistes (en) (Young People's Socialist League, YPSL), et lutte pour les droits civiques et contre la guerre du Viêt Nam. En 1962, il organise un sit-in contre son université, qui possède des complexes immobiliers ségrégationnistes. En 1963, il se rend à la marche de Washington, où Martin Luther King prononce son discours I have a dream.

### Parti de l'union de la liberté
En 1971, Sanders rejoint une petite formation politique vermontaise, le Parti de l'union de la liberté (en) (LUP) et tente, sans succès, de se faire élire au Sénat comme candidat indépendant en 1972 et 1974. Il brigue également, en 1972, 1976 et 1986, le poste de gouverneur du Vermont, alors encore considéré comme un bastion républicain.
Parti d'un score de 2 % des suffrages lors de sa première campagne, il gagne des voix à chaque élection.
En 1977, Sanders quitte le Parti de l'union de la liberté et travaille comme écrivain et directeur de la Société d'histoire du peuple américain.

### Maire de Burlington
En 1981, Sanders, candidat au poste de maire de Burlington, principale ville du Vermont et siège de l'université du Vermont, est, à la surprise générale et dans le cadre d'une triangulaire, élu avec 10 voix d'avance sur Gordon Paquette (en), le maire démocrate sortant qui avait été réélu à cinq reprises. La participation à l'élection est alors à un niveau jamais atteint. L'hebdomadaire The Vermont Vanguard Press parle à cette occasion de « république populaire de Burlington » et Sanders devient le seul maire sans étiquette du pays.
Il devient rapidement un maire apprécié en revitalisant le centre-ville de Burlington et en équilibrant le budget de la ville. Il lance le premier programme municipal de logement social du pays. Il mène une politique de végétalisation et fait installer des pistes cyclables. Il attire par ailleurs dans la ville une équipe professionnelle de baseball et soutient la création d'un centre scientifique. Il rend également attractives les rives des lacs environnants. Il est réélu à deux reprises. En 1987, il est même élu contre un candidat ayant reçu l'investiture du Parti démocrate, mais aussi du Parti républicain.
Durant le premier de ses trois mandats, ses partisans se regroupent dans une coalition progressiste qui devient par la suite le Parti progressiste du Vermont. Ce parti n'a pourtant jamais plus de six élus au conseil municipal, composé de 13 membres, mais ceux-ci empêchent tout vote de défiance à l'encontre de Sanders.
En 1986, Sanders tente de se faire élire gouverneur. Il obtient 14,5 % des suffrages, ce qui empêche la gouverneure sortante, Madeleine May Kunin, d'obtenir une majorité absolue des voix.

### Représentant du Vermont

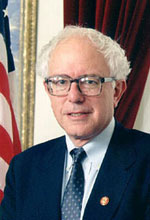
Portrait de Bernie Sanders comme représentant à la Chambre pour le Vermont (1991).

En 1988, il se présente aux élections pour tenter de prendre le siège du représentant républicain James Jeffords, qui se présente au Sénat. Sanders est battu par le républicain Peter Smith.
Bernie Sanders prend sa revanche deux ans plus tard, en 1990, en étant élu contre Smith avec 56 % des voix. Il devient alors le premier candidat indépendant élu au Congrès des États-Unis depuis 1950. Il détient par ailleurs le record de l'histoire des États-Unis de longévité au Congrès pour un indépendant.
De 1991 à 2007, Sanders est réélu à six reprises à la chambre des représentants comme candidat indépendant. Une seule fois, en 1994, il reçoit l'investiture démocrate. En 2004, il est réélu avec 69 % des suffrages contre le républicain Greg Park (24 %) et le démocrate Larry Drown (7 %).
Durant ses mandats au Congrès, Sanders vote pour l'amendement restreignant les poursuites pénales contre les fabricants d'armes à feu, pour l'interdiction du clonage humain, contre la guerre d'Irak que ce soit en 1991 ou en 2003, pour le soutien aux troupes américaines en Irak, pour un système de sécurité sociale universelle et pour toutes les lois visant à protéger les travailleurs américains contre les délocalisations ou les conséquences sociales du libre-échange en matière de commerce. Il s'oppose aussi frontalement à la politique économique libérale d'Alan Greenspan, alors président de la Réserve fédérale des États-Unis.
À partir de 1992, Bernie Sanders apporte son soutien à chaque candidat démocrate à l'élection présidentielle. Il préside également pendant huit ans le caucus des démocrates progressistes regroupant les 65 représentants les plus à gauche de la Chambre des représentants.

### Sénateur du Vermont

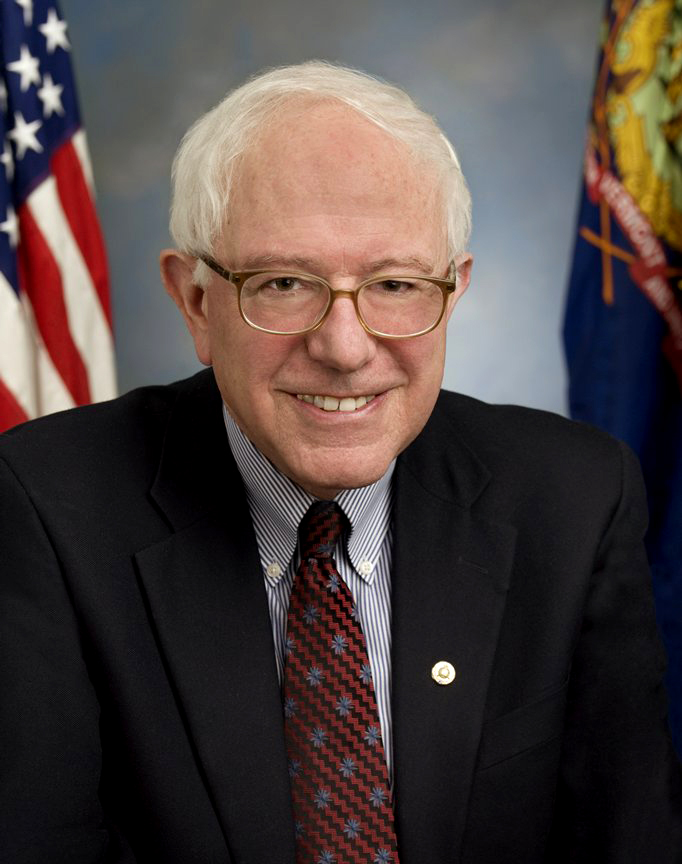
Portrait officiel de Bernie Sanders en 2007.

En 2006, Sanders annonce sa décision de concourir à l'élection au poste de sénateur du Vermont après le retrait de son ami, le sénateur Jim Jeffords (qui quitte le Parti républicain en 2001). Le sénateur Chuck Schumer, président de la commission d'investiture démocrate, apporte immédiatement son soutien à Sanders, en dépit de nombreuses réticences au sein du Parti démocrate. Il reçoit également le soutien du sénateur Harry Reid, du président du Comité national démocrate, Howard Dean, et du sénateur Barack Obama qui vient dans le Vermont faire campagne pour Sanders.
Néanmoins, Bernie Sanders décline l'investiture démocrate, tout en acceptant de recevoir leur soutien officiel. Sans concurrent démocrate, soutenu également par les Socialistes démocrates d'Amérique, Sanders est élu sénateur du Vermont, le 7 novembre 2006, avec 65 % des voix face à l'homme d'affaires et candidat républicain Richard Tarrant (en), qui obtient 32 % des voix. Certains démocrates espèrent alors qu'en échange il ferait pression sur ses amis du Parti progressiste du Vermont (6 sièges sur 150 à la Chambre des représentants du Vermont) pour que celui-ci ne présente pas de candidats à certains postes pour ces élections afin de ne pas prendre de voix aux candidats démocrates. Le Parti progressiste du Vermont annonce refuser une telle éventualité, mais en fin de compte le candidat progressiste annoncé au siège de député fédéral, David Zuckerman, se retire début 2006 et le démocrate Peter Welch remporte cette élection.
À la Chambre du Sénat américain, le 10 décembre 2010, Bernie Sanders apparaît décidé à prendre la parole contre la décision de Barack Obama de reconduire les exemptions d’impôts décidées par George W. Bush. Il prononce un discours pendant huit heures et demie, tentant ainsi de faire obstruction par la technique parlementaire dite du « filibuster ».
En 2011, alors qu'il estime que le premier mandat de Barack Obama « a déçu des millions d'Américains qui pensent que, sur un certain nombre de sujets, il a dit des choses comme candidat mais il a agi de façon très différente une fois élu », il déclare souhaiter qu'un candidat se présente contre lui lors de la primaire désignant le candidat démocrate pour l'élection présidentielle de 2012. Poussé par l'organisation Progressive Democrats of America à se présenter lui-même, cette dernière réunissant une pétition de 11 000 signatures en sa faveur, il ne donne pas suite à la suggestion.
Bernie Sanders est réélu le 6 novembre 2012 avec 71 % des voix face au candidat républicain John MacGovern. Durant le 114e congrès, il préside la commission sénatoriale sur les affaires liées aux vétérans.
Il a annoncé en octobre 2017 briguer un nouveau mandat en tant que sénateur indépendant du Vermont en vue des élections intermédiaires de novembre 2018. Il est réélu avec 67,4 % des voix.

### Primaires présidentielles démocrates de 2016

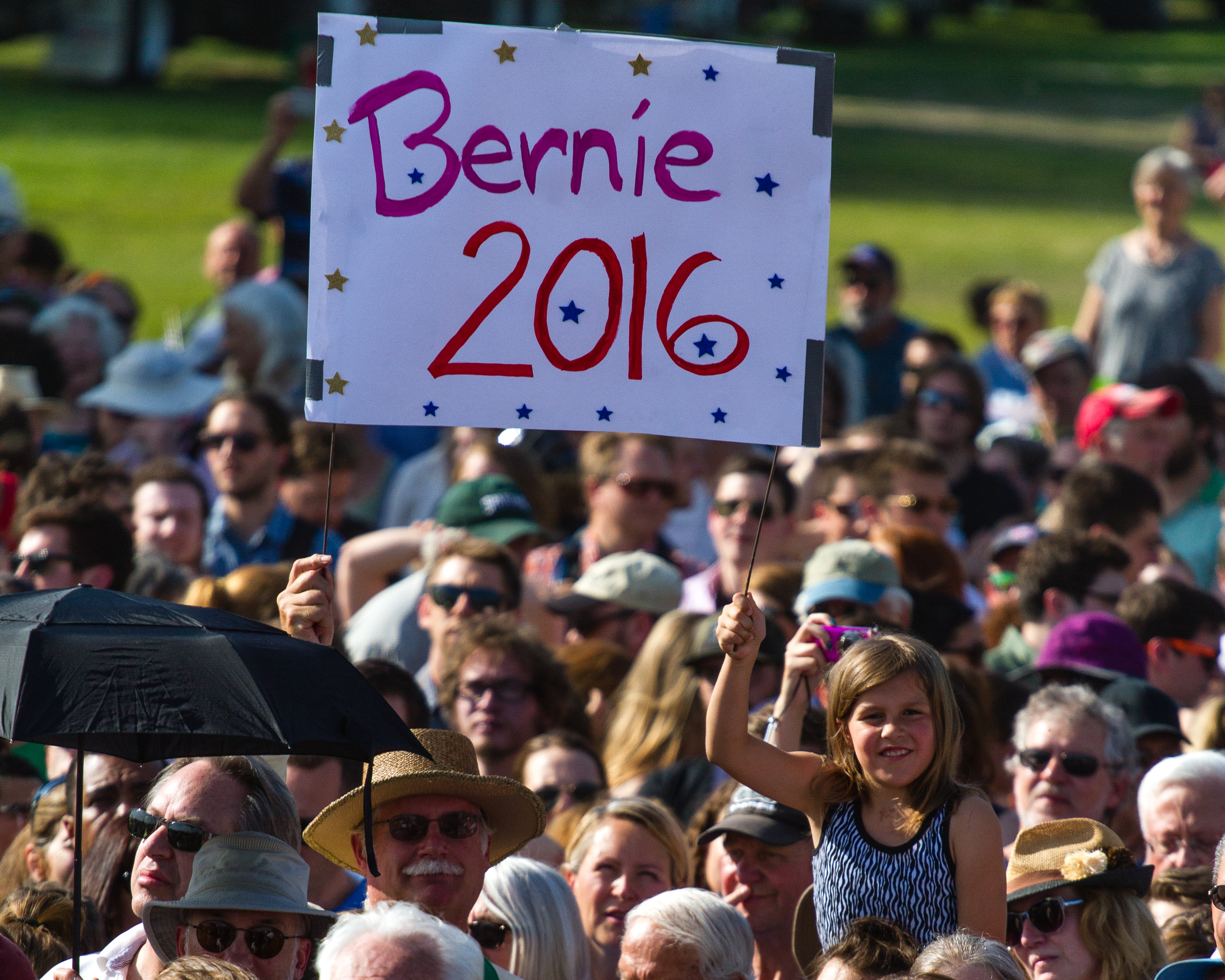
Soutiens de Bernie Sanders lors du lancement de sa campagne, en 2015.

Le 26 mai 2015, Bernie Sanders annonce sa candidature aux primaires démocrates en vue de l'élection présidentielle américaine de 2016. Il est considéré comme le seul véritable rival d'Hillary Clinton, perçue comme la grande favorite pour l’investiture.
Il mène notamment campagne sur des sujets économiques (partage des richesses, rétablissement du Glass-Steagall Act, réindustralisation),. Les critiques de Sanders envers les positions économiques d'Hillary Clinton sont reprises par un appel de 170 économistes lui apportant leur soutien, parmi lesquels James K. Galbraith.
Alors qu’il entend privilégier les micro-dons de citoyens afin de lutter contre l'influence croissante des lobbys sur les campagnes électorales, il rassemble, en janvier 2016, vingt millions de dollars de dons auprès de 770 000 contributeurs — soit près de 27 dollars par contributeur en moyenne,. Mais contrairement à Hillary Clinton, il manque de soutiens de la part des super délégués du Parti démocrate, qui représentent un cinquième des votes, ainsi que de personnalités de l'aile gauche du parti telles que Bill de Blasio, Jesse Jackson ou Elizabeth Warren. Les principales centrales syndicales choisissent également Hillary Clinton.
Le 1er février 2016, Bernie Sanders manque de peu de l'emporter dans le premier caucus de la campagne, en Iowa, obtenant 49,6 % des délégués contre 49,8 % pour Hillary Clinton, qui apparaît ainsi fragilisée,. Le 9 février, Bernie Sanders emporte la primaire du New Hampshire avec 60 % des voix ; il devient ainsi le premier Juif, tout parti confondu, à gagner une primaire présidentielle. Les sondages indiquent qu’une grande majorité des jeunes et une majorité des femmes ont voté pour lui.

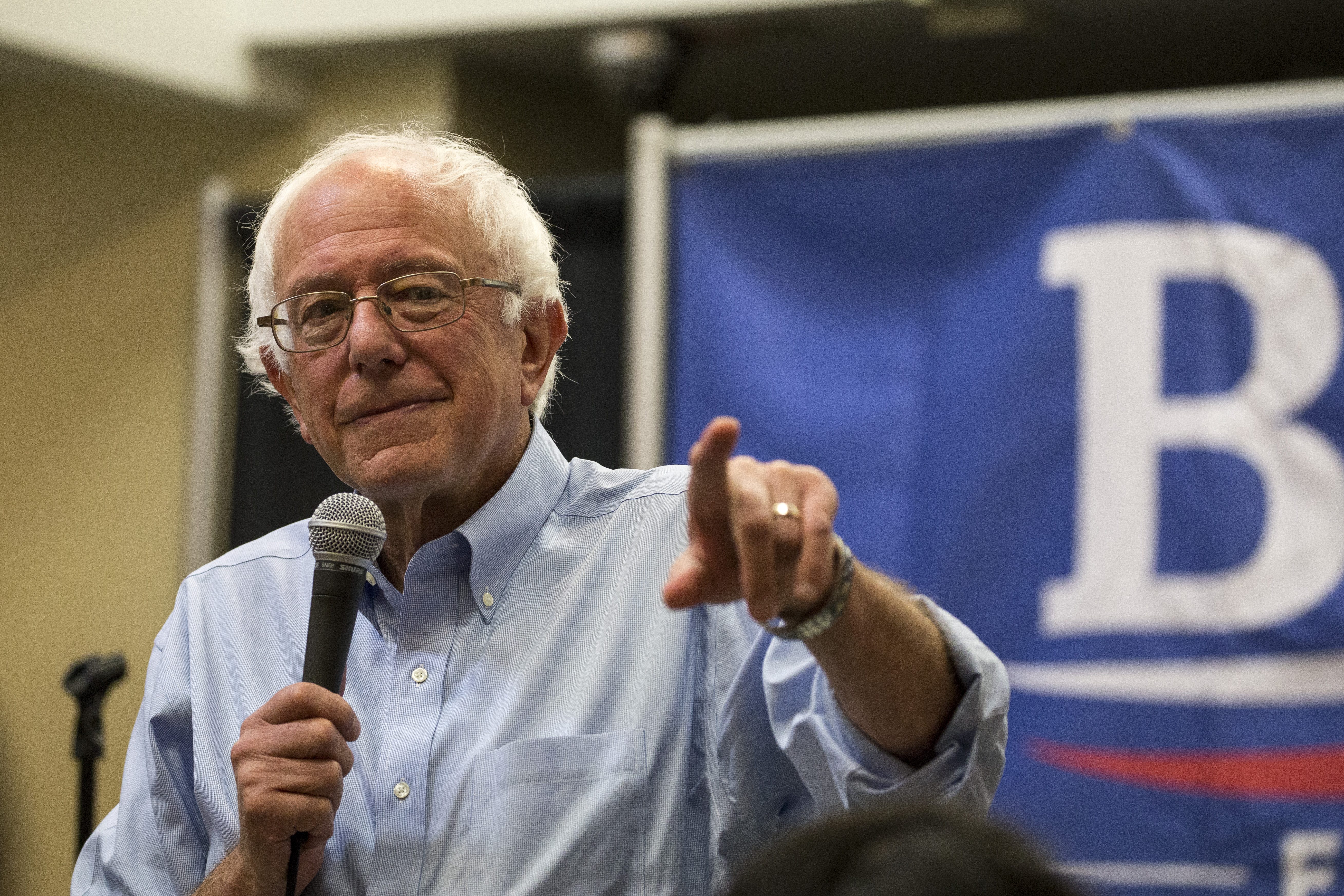
Bernie Sanders en septembre 2015.

Hillary Clinton redynamise sa campagne avec une victoire en Caroline du Sud le 27 février, puis remporte sept des onze États en jeu lors du « Super Tuesday » du 1er mars 2016. Mais Bernie Sanders gagne le 5 mars dans le Nebraska et le Kansas, où il était annoncé perdant, ce qui lui permet de relancer sa campagne malgré sa lourde défaite en Louisiane, où son adversaire a pu compter sur le soutien massif de l'électorat noir. Le lendemain, il remporte largement le caucus du Maine et parvient à créer la surprise dans le Michigan, tout en s’inclinant dans le Mississippi. Le 15 mars suivant, il est devancé dans les cinq États en jeu (Caroline du Nord, Floride, Illinois, Missouri et Ohio).
Du 22 mars au 9 avril, Bernie Sanders remporte sept des huit États en jeu, souvent avec plus de 70 % des délégués,. Les sondages nationaux montrent alors une progression constante du sénateur du Vermont, revenu au coude-à-coude avec son opposante. Le 19 avril, il perd la primaire de l'État de New York malgré une intense campagne dans sa ville natale, puis essuie, une semaine plus tard, un échec dans cinq scrutins organisés dans des États de la côte Est, ne remportant que le petit État de Rhode Island.

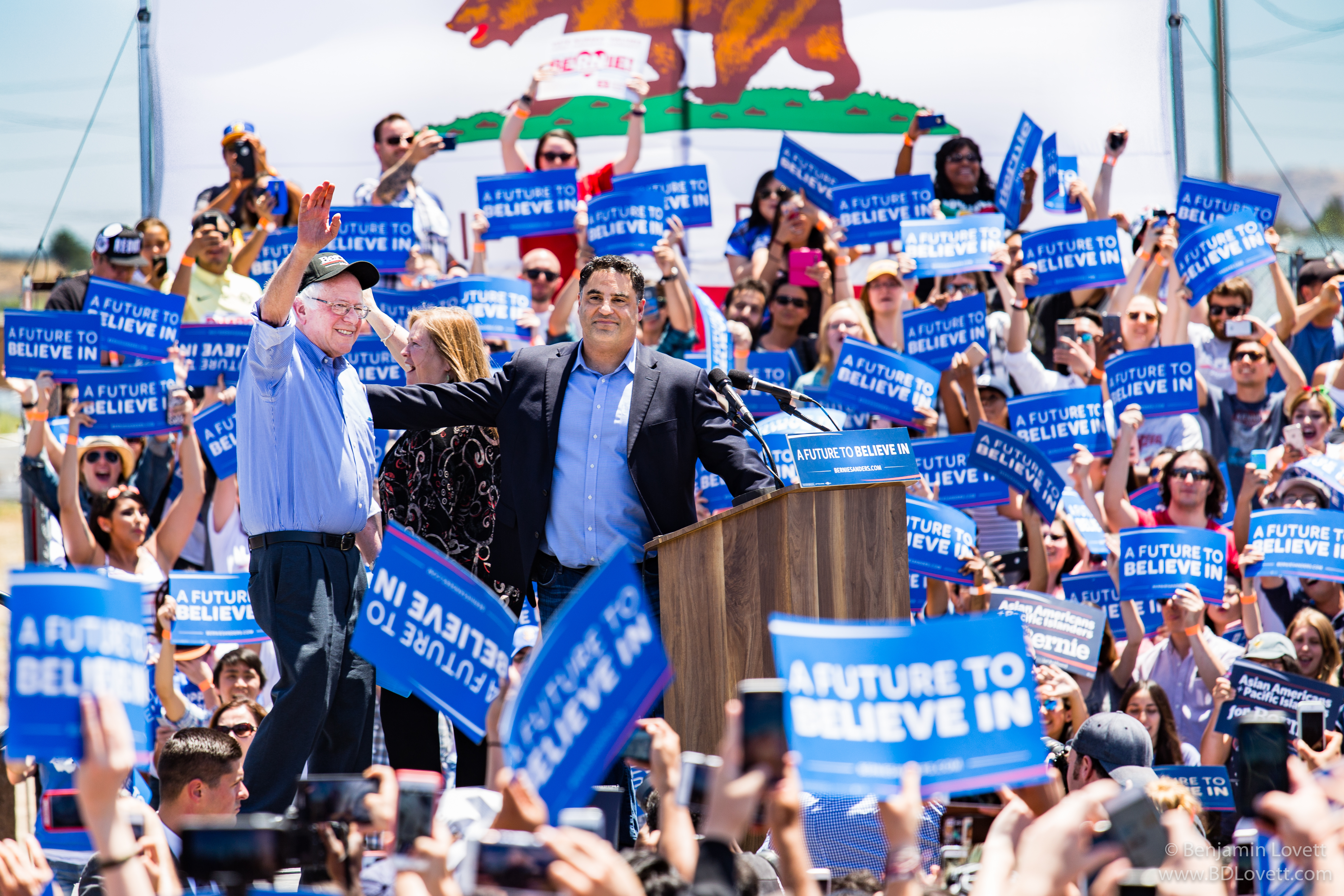
Bernie Sanders avec Cenk Uygur, présentateur de The Young Turks, lors d'un rassemblement en Californie (2016).

Bien qu'il soit alors assez improbable qu’il parvienne à devancer Hillary Clinton en nombre de délégués, Bernie Sanders décide de maintenir sa candidature jusqu'à la tenue de la Convention démocrate. Le 3 mai, il remporte la primaire de l'Indiana, puis, le 10 mai, celle de la Virginie-Occidentale. Le 17 mai, il affiche une nette victoire dans la primaire fermée de l'Oregon et s'incline sur le fil lors de celle du Kentucky. Lors des primaires organisées le 7 juin, il remporte le Dakota du Nord et le Montana, mais doit concéder de justesse sa défaite dans le Nouveau-Mexique et le Dakota du Sud, et surtout dans les deux derniers grands États en jeu, le New Jersey et la Californie. Le dernier scrutin, organisé dans le district de Columbia, le 14 juin, donne une nouvelle victoire à Hillary Clinton.
Bernie Sanders envisage alors de négocier son retrait en vue de la convention en demandant une profonde réforme du système des primaires au Parti démocrate, ainsi que plusieurs réformes sociales importantes. Les équipes de campagne des deux candidats annoncent le 11 juillet 2016 que Bernie Sanders apporte son soutien à Hillary Clinton, celle-ci ayant modifié son programme en proposant par exemple l'université publique gratuite pour les familles gagnant moins de 125 000 dollars par an, le salaire fédéral minimum à 15 dollars au lieu de 12 sur son programme de base, ou l'amélioration de l'accès à la santé. Il obtient également des garanties sur le sujet du salaire minimum, la démission de la présidente du Comité national démocrate Debbie Wasserman Schultz, qu’il réclamait depuis des mois, ainsi que la réduction du poids des super délégués dans les futures primaires du parti.
Il annonce que les fonds non dépensés lors de sa campagne issus de dons seront reversés aux campagnes de Katie McGinty (en), Maggie Hassan, Ted Strickland et Catherine Cortez Masto, candidats démocrates dans le cadre des élections sénatoriales de novembre 2016.

### Primaires présidentielles démocrates de 2020
Après la victoire et l'investiture de Donald Trump, Bernie Sanders critique sévèrement le pouvoir républicain nouvellement en place. Il reproche notamment au président son manque de considération à l'égard des risques engendrés par le changement climatique et l'appelle à réformer le traité de libre-échange nord-américain, l'ALÉNA.
Après les élections de mi-mandat de 2018, il annonce être prêt à se porter à nouveau candidat à l'élection présidentielle, sauf si un autre démocrate s'avère être mieux placé que lui pour battre Donald Trump. Le 19 février 2019, il officialise sa candidature dans une vidéo postée sur internet.

Logo de campagne de Bernie Sanders (2020).

Il connaît un début de campagne difficile et ne semble pas parvenir à recréer une dynamique similaire à celle qui l'avait porté en 2016. Il est notamment vivement critiqué pour son enrichissement personnel durant sa carrière politique, alors qu'il dénonce lui-même les écarts de richesse aux États-Unis. À partir de l'été 2019, alors qu'il apparaissait comme l'alternative progressiste la mieux placée pour concurrencer le favori, Joe Biden, il est rattrapé dans les sondages par la sénatrice du Massachusetts Elizabeth Warren. Sa popularité parmi ses militants lui permet cependant de maintenir une base électorale solide et de rester dans le peloton de tête.
En octobre 2019, il est hospitalisé pour une crise cardiaque — alors que son équipe annonce un simple blocage artériel —, ce qui le conduit à suspendre sa campagne pour quelques jours et amène les médias à rappeler son âge avancé (plus de 78 ans). Quelques jours plus tard, il reçoit le soutien d'Alexandria Ocasio-Cortez, représentante des États-Unis pour le 14e district de New York, souvent considérée comme une étoile montante de l'aile gauche du Parti démocrate, ainsi que du réalisateur Michael Moore,. Cette popularité symbolise pour certains une radicalisation du Parti démocrate, qui serait davantage tourné vers la gauche depuis l'élection de Donald Trump. Certains analystes indiquent néanmoins que ce positionnement éveille la crainte chez plusieurs cadres du Parti démocrate d'un clivage qui pourrait aliéner le vote des électeurs centristes,,. Le médecin du Congrès déclare finalement que Bernie Sanders est « actuellement en bonne santé » et qu'il « répond avec vigueur aux exigences de campagne, des voyages et autres activités programmées sans aucune restriction ».
Dans le même temps, Bernie Sanders connaît une remontée dans les sondages,. Selon le média politique Politico, des cadres, des conseillers et des experts internes au Parti démocrate estiment qu’il est réellement en mesure de remporter les primaires. Au cours du dernier trimestre de l'année 2019, il récolte 35 millions de dollars provenant uniquement de petits donateurs, ce qui fait de lui le candidat démocrate qui a obtenu la plus grande somme financière issue de dons pendant cette période.

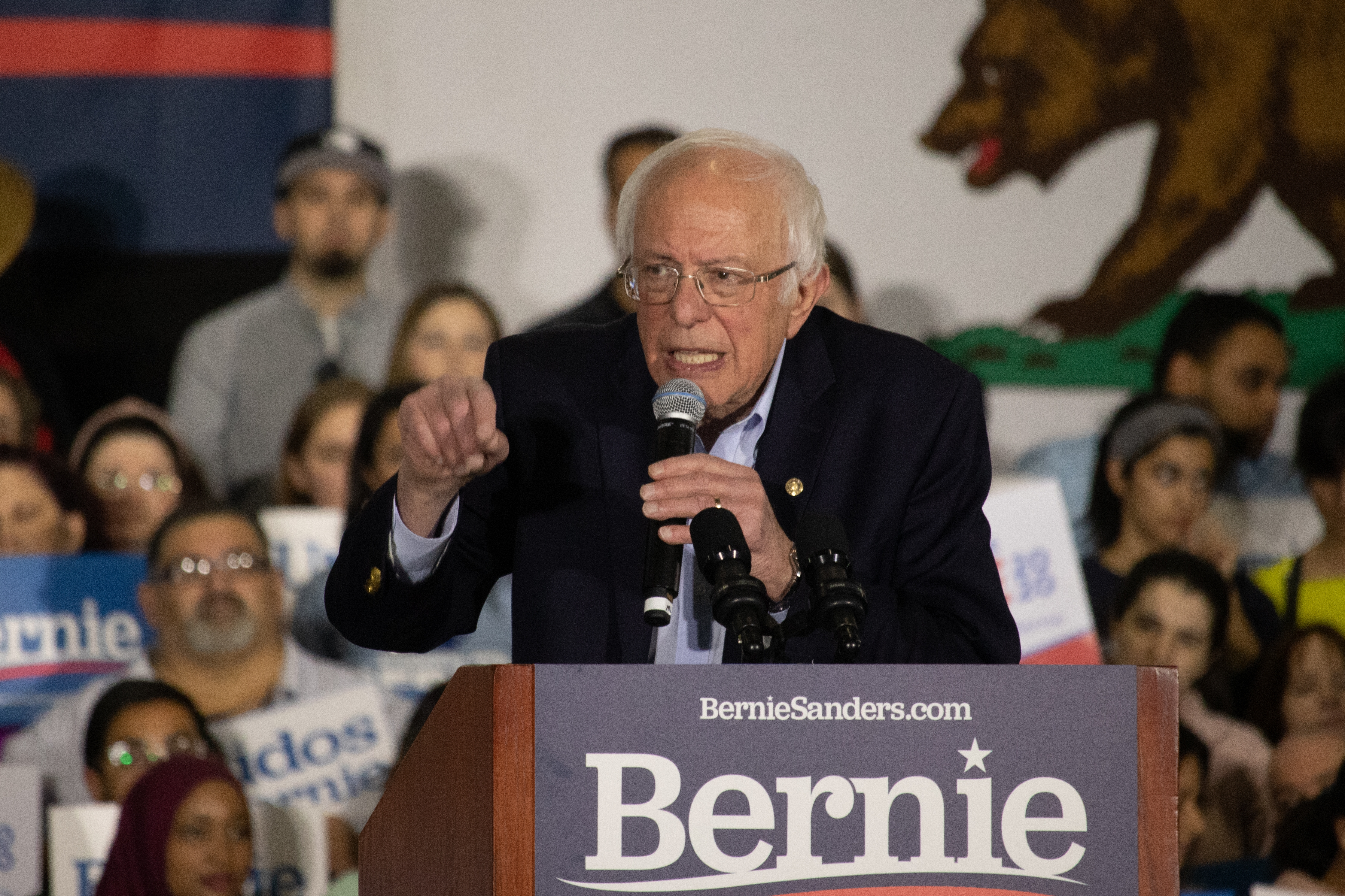
Bernie Sanders en campagne en Californie en 2020.

En janvier 2020, il fait l'objet de critiques d'Elizabeth Warren et d'Hillary Clinton, qui l'accusent de considérer qu'une femme ne pourrait devenir président des États-Unis, ce qu'il dément,.
Il arrive en deuxième position lors caucus de l'Iowa, qui se tient le 3 février 2020, recueillant 26,1 % des délégués d’État, au coude-à-coude avec Pete Buttigieg (26,2 %), mais remportant le vote populaire,,. Les semaines suivantes, il gagne la primaire du New Hampshire et le caucus du Nevada, ce qui fait de lui le nouveau favori pour décrocher l'investiture démocrate,. Ces succès sont cependant suivis d'un échec important lors de la primaire de Caroline du Sud, le 29 février, où il est sévèrement battu par Joe Biden, qui obtient plus de deux fois plus de voix que lui.
Cette défaite freine la dynamique qu'il avait générée après les premiers scrutins. Lors du « Super Tuesday » du 3 mars, il ne remporte que quatre États (Californie, Colorado, Utah, Vermont) alors que Joe Biden en remporte dix. Ces faibles performances, malgré des pronostics qui lui étaient favorables dans de nombreux États, mettent fin à son statut de favori. Au cours des semaines suivantes, il ne remporte qu'un seul État (Dakota du Nord) contre cinq pour Joe Biden,. Ces échecs l'amènent à s'interroger sur sa candidature et le directeur de sa campagne indique que « le sénateur Sanders va parler avec ses partisans pour évaluer sa campagne ».
Le 8 avril, au lendemain de la primaire du Wisconsin, il suspend sa campagne avant même la publication des résultats du scrutin,. Il déclare dans une vidéo diffusée sur le web: « Bien que nous soyons en train de gagner la bataille idéologique, je suis arrivé à la conclusion que cette campagne ne sera pas couronnée de succès ». Cinq jours plus tard, il apporte officiellement son soutien à Joe Biden, dernier candidat démocrate resté en lice pour affronter Donald Trump lors de l’élection générale.

### Élections de 2024 et second mandat de Donald Trump
Il est réélu pour la troisième fois comme sénateur indépendant du Vermont aux élections de 2024.
Bien que non éligible, il reçoit un vote de contestation lors de la treizième session de l'élection présidentielle libanaise en 2025,.
Dans les mois qui suivent, il organise avec Alexandria Ocasio-Cortez une série de rassemblements à travers les États-Unis afin de s'opposer à la politique de Donald Trump et de promouvoir des idées progressistes comme l'assurance-maladie universelle ou l'impôt sur le revenu. Au sein d'un parti démocrate qui peine à faire entendre ses positions depuis le début du second mandat de Trump, Sanders et Ocasio-Cortez tentent ainsi de remobiliser les militants démocrates et font entendre leur voix à l'échelle nationale.
Lors de la primaire démocrate pour les élections municipales de 2025 à New York, Bernie Sanders apporte son soutien à Zohran Mamdani, candidat affilié aux Socialistes démocrates d'Amérique, qui la remporte nettement face à un candidat de l'establishment démocrate.

## Patrimoine et revenus
La fortune personnelle de Bernie Sanders est estimée à environ deux millions de dollars d'actifs nets, ce qui comprend notamment trois propriétés : une maison à Chittenden County dans le Vermont, une maison à Washington DC et une maison sur les bords du lac Champlain dans le Vermont.
En 2016 et 2017, il déclare des revenus d'un peu plus d'un million de dollars, principalement des redevances et des avances sur les livres qu'il a publiés ces années-là.

## Prises de position
Bien qu'admirateur du syndicaliste et politicien Eugene Victor Debs (1855-1926) — son portrait est accroché dans son bureau — et se considérant comme socialiste et donc comme indépendant du Parti démocrate, ses positions sont en général très proches de celle des membres de l'aile gauche, la plus progressiste, du parti. Ainsi, en 2005, Howard Dean, qui préside alors le Comité national du Parti démocrate, dit de Sanders que « c'est simplement un démocrate progressiste. La réalité, c'est que Bernie Sanders vote 98 % du temps avec les démocrates ». Sa doctrine est généralement considérée comme étant social-démocrate,. Il arrive également à attirer des électeurs non affiliés à un parti ainsi que des Républicains, notamment par son programme économique. Il est aussi décrit comme étant un populiste de gauche.
Il déclare qu'il n'est pas athée.

### Économie
Sanders s'oppose à ce qu'il nomme le libre-échange « absolu ». Ce dernier, note-t-il, prive les travailleurs américains de leur emploi pendant que les travailleurs étrangers sont exploités dans des ateliers de misère.
Il se prononce notamment pour une augmentation du salaire minimal et la réduction du « fardeau » de la dette des étudiants par la gratuité des universités publiques. Pour ce faire, il souhaite taxer les transactions financières et augmenter les taxes de sécurité sociale sur les hauts revenus. Il est aussi un partisan de lois obligeant les entreprises à donner à leurs travailleurs le congé parental, le congé de maladie et le temps de vacances, notant que ces lois ont été adoptées par presque tous les autres pays développés.

### Immigration
En 2007, Sanders a contribué à la suppression d'un projet de loi introduisant une réforme globale de l'immigration, affirmant que son programme de travailleurs invités réduirait les salaires des travailleurs américains. En 2010, il a appuyé la loi DREAM, qui ouvre la voie à la citoyenneté américaine pour les immigrants sans papiers arrivés aux États-Unis en étant mineurs. En 2013, il a soutenu le projet de loi de réforme globale de l'immigration de la Gang of Eight (en) après avoir plaidé en faveur de la création d'un programme d'emplois pour les jeunes de 1,5 milliard de dollars, qui, selon lui, permettrait de compenser les préjudices de la concurrence sur le marché du travail avec les immigrés.

### Questions sociétales
Sanders a des positions libérales sur les questions sociétales. Il a plaidé en faveur des droits LGBT en tant que maire de Burlington en 1983 et a voté contre la loi de 1996 dite Defense of Marriage Act (qui reconnaît le mariage comme l'union d'une femme et d'un homme) à la Chambre des représentants. En 2006, Sanders a indiqué que le moment n'était pas propice à la législation du mariage homosexuel dans le Vermont, décrivant le sujet comme correctement traité au niveau de l'État mais pas au niveau national. Toutefois, en 2009, il soutient la légalisation du mariage homosexuel au Vermont, promulguée la même année. Il se considère comme féministe, pro-choix concernant l’avortement et s'oppose à la réduction des budgets des plannings familiaux. Sanders a dénoncé le racisme institutionnel et a appelé à la réforme de la justice pénale afin de réduire le nombre de personnes en prison. Il préconise une répression de la brutalité policière et soutient l'abolition des prisons privées à but lucratif et de la peine de mort,.
Sanders a une position assez fluctuante sur le contrôle des armes à feu, ce qui lui est reproché par son camp.

### Santé
Il est un fervent partisan du système de santé universel. Pour démontrer l'optimalité du système public face à un système privé, il cite en exemple le « modèle français ».

### Syndicats
Il soutient une législation visant à rendre plus facile aux travailleurs la formation et l'adhésion à un syndicat.

### Environnement
Sanders affirme que le réchauffement climatique est une réalité contre laquelle il faut lutter. Dans un discours prononcé au Sénat, il réfute les allégations du sénateur James Inhofe : « Lorsque le sénateur Inhofe dit que le réchauffement climatique est un canular, il a tout à fait tort car une grande majorité des scientifiques du climat s'accordent sur ce phénomène ».
Sanders est un fervent partisan du Green New Deal, un programme d'investissement massif dans l'écologie qui permet également la création d'emplois.

### Puissance nucléaire
À la suite de l'accident nucléaire de Fukushima en 2011, Sanders a demandé un moratoire sur l'autorisation de nouvelles centrales nucléaires et le renouvellement des permis pour les installations existantes, dans le but de ralentir ce qui a été présenté comme une renaissance du nucléaire aux États-Unis. Sanders a écrit au président Barack Obama pour lui demander de nommer une commission spéciale pour examiner la sûreté des centrales nucléaires américaines. Pour lui, « dans un système de libre entreprise, l'industrie nucléaire devrait être tenue de s'assurer contre les accidents ».

### Politique étrangère
Sanders s'est fermement opposé à l'invasion de l'Irak par les États-Unis et a critiqué plusieurs politiques mises en place durant la guerre contre le terrorisme, tels que la surveillance de masse aux États-Unis (en) et le USA PATRIOT Act,,. Sanders a également critiqué les actions d'Israël lors de la guerre de Gaza en 2014 et l'implication des États-Unis dans l'intervention menée par l'Arabie Saoudite au Yémen.
En réponse aux attaques terroristes du 13 novembre 2015 de l'État islamique à Paris, Sanders a mis en garde contre l'islamophobie et a déclaré : « Nous devons être durs, pas stupides », dans la guerre contre l'État islamique, ajoutant que les États-Unis devraient continuer à accueillir les réfugiés syriens.
Le 5 novembre 2023 pendant la guerre opposant le Hamas à Israël, il déclare : « Je ne sais pas comment on peut avoir un cessez-le-feu (…) avec un groupe comme le Hamas, qui se consacre à l’agitation, au chaos et à la destruction de l’État d’Israël. (…) Je pense que les pays arabes de la région comprennent que le Hamas doit disparaître. ». En 2024, il propose plusieurs fois au Sénat de conditionner les livraisons américaines d'armes à Israël au respect par celui-ci des Droits des Palestiniens de Gaza,.

### Droits civiques
Sanders a assisté au célèbre discours I have a dream de Martin Luther King sur l'esplanade du Capitole en mars 1963. Il fut condamné l'été suivant pour avoir résisté à une arrestation lors d'une manifestation contre la ségrégation dans les écoles publiques à Chicago. Il sort de garde à vue après avoir payé 25 dollars d'amende.

### Drogues
Il est partisan de la dépénalisation du cannabis.

### Médias
Bernie Sanders s'oppose aux « empires médiatiques », concentration de médias dans les mains d'une seule personne. À ce titre, il est apparu dans deux documentaires critiques : Orwell Rolls in His Grave (en) et Outfoxed (en): Rupert Murdoch's War on Journalism.
Lors des primaires de la campagne présidentielle de 2020, le Columbia Journalism Review publie un essai de Sanders où il traite le sujet des réductions d'effectifs à la suite des fusions dans la presse traditionnelle. Citant le Pew Research Center, Sanders constate qu'il y a 28 000 employés de moins en 2018 qu'en 2008 dans les salles de rédaction des journaux aux États-Unis. Il cite le US Bureau of Labor Statistics pour ajouter que « pour toute personne qui travaille comme journaliste aujourd'hui, il y en a six qui bossent dans les relations publiques, souvent pour avancer le point de vue des plus grosses boites.» Il promet, dans le contexte de sa campagne, de changer la composition et l'orientation de la Commission fédérale des communications,.

### Administration Trump
Sanders a critiqué le président Trump pour avoir nommé plusieurs milliardaires dans son cabinet. Il a également critiqué le renversement par Trump, du plan Clean Power (en) de l'ancien président Barack Obama qui soutient scientifiquement l'effet de l'activité humaine sur le changement climatique.
Il a appelé à la prudence lors de la guerre civile syrienne, soulignant qu' « il est plus facile d'entrer en guerre que d'en sortir ». Sanders a promis de vaincre « Trump, le trumpisme et l'idéologie de la droite républicaine ».
Sanders a répondu online au discours de l'état de l'Union de Trump de janvier 2018, en décrivant Trump comme « malhonnête compulsif » et en le critiquant pour avoir initié une « crise de l'immigration imminente » en mettant fin au programme d'action différée pour les arrivées d'enfants (DACA). Il s'est ensuite dit préoccupé par le fait que Trump n'ait pas mentionné le fait que la Russie s'était ingérée dans les élections présidentielles de 2016 et qu'elle « va probablement s'immiscer dans les négociations de 2018 que nous organiserons… à moins que vous n'ayez une relation très spéciale avec M. Poutine ».

## Historique électoral

### Chambre des représentants
| Année | Bernie Sanders | Républicain | Démocrate | LUP (en) | Libertarien | Autres |
| ----- | -------------- | ----------- | --------- | -------- | ----------- | ------ |
| Année |                |             |           |          |             |        |
| 1990  | 56,0 %         | 39,5 %      | 3,0 %     | 0,9 %    | –           | –      |
| 1992  | 57,8 %         | 30,9 %      | 7,9 %     | 1,3 %    | –           | 2,0 %  |
| 1994  | 49,9 %         | 46,6 %      | –         | 0,7 %    | –           | 2,0 %  |
| 1996  | 55,2 %         | 32,6 %      | 9,4 %     | 0,8 %    | –           | 0,8 %  |
| 1998  | 63,4 %         | 32,9 %      | –         | 1,0 %    | 1,0 %       | 1,6 %  |
| 2000  | 69,2 %         | 18,3 %      | 5,3 %     | 5,3 %    | 1,1 %       | 5,9 %  |
| 2002  | 64,3 %         | 32,3 %      | –         | 1,4 %    | 0,9 %       | 1,0 %  |
| 2004  | 67,5 %         | 24,4 %      | 7,1 %     | 1,0 %    | –           | 2,0 %  |

### Sénat
| Année | Bernie Sanders | Républicain | Vert  | USMP  | Autres |
| ----- | -------------- | ----------- | ----- | ----- | ------ |
| Année |                |             |       |       |        |
| 2006  | 65,4 %         | 32,4 %      | 0,6 % | –     | 1,0 %  |
| 2012  | 71,1 %         | 24,9 %      | –     | 2,0 % | 2,0 %  |
| 2018  | 67,4 %         | 27,5 %      | –     | –     | 5,1 %  |
| 2024  | 63,2 %         | 32,1 %      | –     | –     | 4,7 %  |

## Publications
- Bernie Sanders, The Future of Media: Resistance and Reform in the 21st Century, Seven Stories Press, 2005 (OCLC 57574152), « Why Americans Should Take Back the Media »
- The Speech: A Historic Filibuster on Corporate Greed and the Decline of Our Middle Class (en), New York, Bold Type Books, 2015 (OCLC 927456901)
- Outsider in the White House (en), Londres, Verso Books, 2015 (OCLC 918986570)
- Our Revolution: A Future to Believe In (en), Thomas Dunne Books, 2016 (OCLC 1026148801)
- Bernie Sanders et Jean-Luc Fidel, Notre revolution, Les Liens qui Libèrent, 2017 (OCLC 1006509718)
- Bernie Sanders Guide to Political Revolution (en), Henry Holt, 2017 (OCLC 999379791)
- Where We Go from Here: Two Years in the Resistance (en), Gale, 2018 (OCLC 1126540640)